# Émile Baudot
Jean Maurice Émile Baudot, född 11 september 1845 i Magneux, Haute-Marne, död 28 mars 1903 i Sceaux, Hauts-de-Seine, var en fransk telegraftjänsteman och uppfinnare av multiplex- och typtryckstelegraferingssystemet Le télegraphe imprimeur Baudot, som patenterades 1874 och därefter infördes i ett flertal länder, särskilt Frankrike.
Efter Baudot har man uppkallat enheten för bittakt över seriella gränssnitt, baud.
Asteroiden 14400 Baudot är uppkallad efter honom.